# 1881年のスポーツ
- 年度別スポーツ記事一覧

## ゴルフ

### 世界4大大会（男子）
- 全英オープン優勝者：ボブ・ファーガソン（イギリス）

## サッカー

### イングランド
- FAカップ決勝

オールド・カーシュージアンズ 3-0 オールド・イートニアンズ

## 体操
- 国際体操連盟創設

## テニス

### グランドスラム
- ウィンブルドン　男子単優勝：ウィリアム・レンショー（イギリス）
- 全米選手権　男子単優勝：リチャード・シアーズ（アメリカ）

「全米選手権」が開始され、最初は「全米シングルス選手権」（男子シングルス）と「全米男子ダブルス選手権」（男子ダブルス）の2部門から始まった。「アメリカ・ローンテニス協会」（USLTA）が設立される。

## ボート
- オックスフォード・ケンブリッジ大学対抗レガッタ優勝：オックスフォード大学

## 野球

### アメリカ大リーグ
- ナショナルリーグ優勝：シカゴ・ホワイトストッキングス

## ヨット
- アメリカスカップ

ミスチーフ（アメリカ） 4-1 アタランタ（イングランド）

## 誕生
- 3月28日 - マーチン・シェリダン（アメリカ、陸上競技、+1918年）
- 6月18日 - ゾルターン・ハルマイ（ハンガリー、水泳、+1956年）
- 6月29日 - ルイ・トゥルスリエ（フランス、自転車競技、+1939年）
- 8月2日 - ドラ・ブースビー（イギリス、テニス、+1970年）
- 8月9日 - ハリー・ヒルマン（アメリカ、陸上競技、+1945年）
- 9月26日 - フォレスト・スミスソン（イギリス、陸上競技、+1962年）
- 9月27日 - ウィリアム・クローシャー（アメリカ、テニス、+1962年）
- 12月20日 - ブランチ・リッキー（アメリカ、野球、+1965年）